# Khüder
Khüder (Mongol : Хүдэр) est un sum (district) de la province de Selenge, au nord de la Mongolie.